# Puydarrieux
Puydarrieux é uma comuna francesa na região administrativa de Occitânia, no departamento dos Altos Pirenéus. Estende-se por uma área de 13,99 km². Em 2010 a comuna tinha 228 habitantes (densidade: 16,3 hab./km²).